# SN 1973C
SN 1973C – supernowa odkryta 11 stycznia 1973 roku w galaktyce NGC 3656. W momencie odkrycia miała maksymalną jasność 17,00m.